# 吉上耕平
吉上 耕平（きちじょう こうへい、1975年9月13日 - ）は、日本の元ラグビー選手、指導者。

## プロフィール
- 福岡県出身。
- ポジションはロック（LO）フランカー（FL）、ナンバーエイト（NO,8）。
- 現役時代のサイズは身長 185cm、体重 100kg。
- 関東学生代表、九州代表に選ばれたことがある。
- ジャパンラグビートップリーグオールスター選手に選ばれたことがある。
- ラグビーファンの間では、「キックチャージの名手」と呼ばれる[要出典]。

## 略歴
小学1年生からラグビーを始める。
中学時代はクラブチームでラグビーをしながら、部活はバスケットボール部に所属。
1994年、福岡県立筑紫丘高等学校卒業後、早稲田大学に進学。大学3年時には、大学選手権でフォワード（FW）の選手としては珍しくプレースキッカーを務めた。これは、前年度にプレースキッカーを務めた速水直樹が負傷離脱していたためである。
1998年、早稲田大学卒業後、九州電力に加入。
2007年～2009年シーズンはトップリーグ全試合に先発出場  ※2009シーズンはフルタイム出場
2013年10月、豊田自動織機との試合が九州電力での最後の試合となった。
2014年、全早慶明ラグビー出場に全早大の選手として出場したのを最後に現役を引退した。
2014年～2015年、早稲田大学ラグビー蹴球部のFWコーチを務める。
2017年、九州電力キューデンヴォルテクスのFWコーチを務める。
2018年～筑紫丘高校ラグビー部のヘッドコーチを務めている